# Die (Drôme)
Pour les articles homonymes, voir Die.
Die est une commune française, sous-préfecture du département de la Drôme en région Auvergne-Rhône-Alpes.
Ses habitants sont dénommés les Diois.

## Géographie

### Localisation
La commune de Die se trouve à environ (60 km) à l'est de Valence, préfecture du département.
Le territoire de la commune de Die fait partie du parc naturel régional du Vercors et du Pays Diois (communauté de 52 communes englobant 4 cantons).

### Communes limitrophes
Les communes limitrophes sont Solaure en Diois, Barsac, Chamaloc, Laval-d'Aix, Marignac-en-Diois, Ponet-et-Saint-Auban et Romeyer.

### Relief et géologie

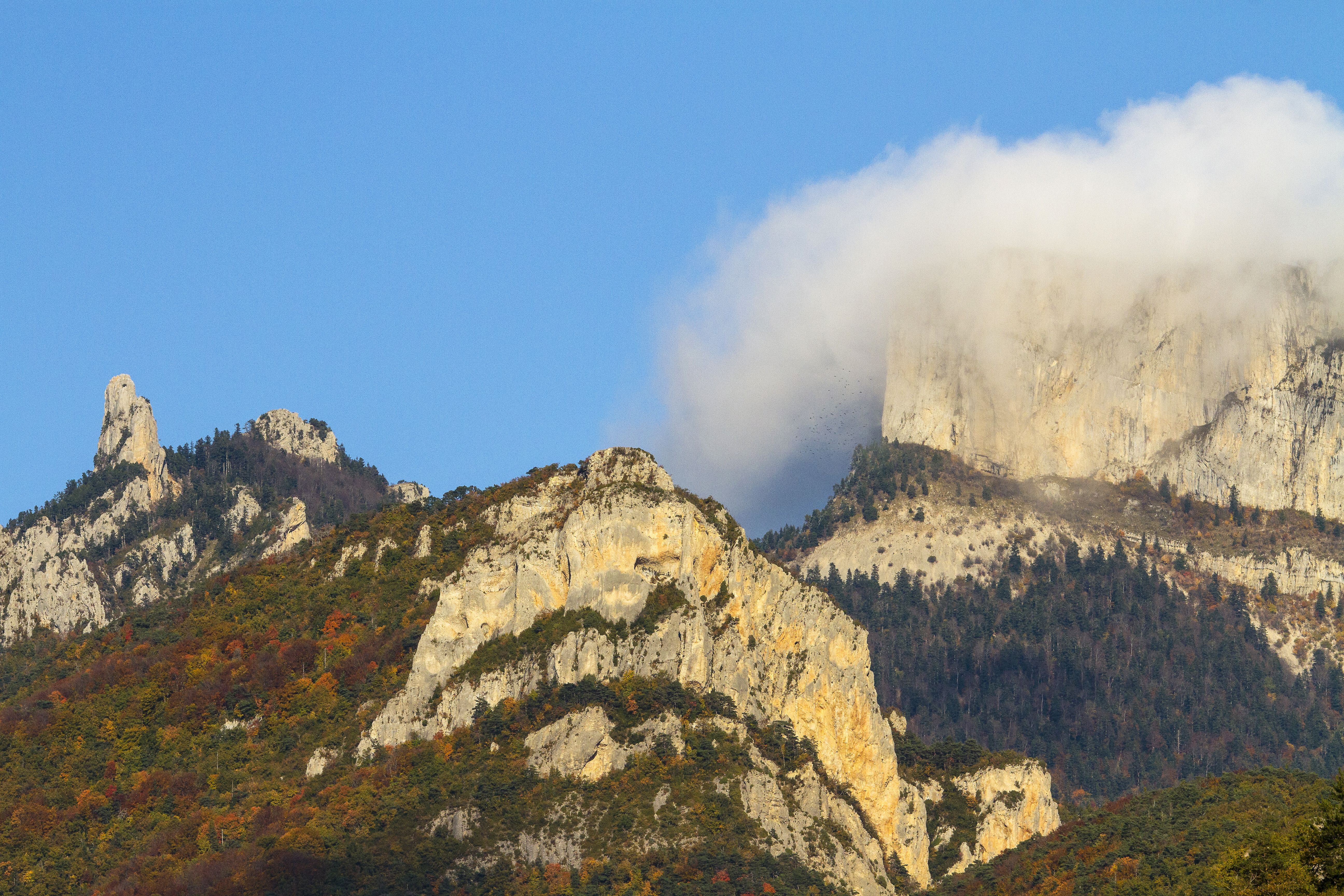
Dent de Die.

Die se trouve au pied du massif du Vercors au bord de la rivière de la Drôme.
Die et sa vallée sont dominées par la montagne de Glandasse à 2 041 mètres, barrière rocheuse massive et raide composant l'extrémité méridionale du Vercors.
Sites particuliers :
- Col de Barsac
- Col de Beaufayn
- Col de Beauvoisin
- Col de Cologne
- Col de Cour
- Col de l'Abbaye
- Col de la Tour
- Col de Ménil
- Col des Chapelets
- Col de Villard
- Col du Lion
- Col Fauchard
- Combe Grimaud
- l'Aguille (915 m)
- Montagne de Baise
- Montagne de Beaufayn
- Montagne de Bret
- Mont Chabraret (784 m)
- Pas de Bret
- Pas de Damiane
- Pas de l'Aiguille
- Pas de la Dame
- Pas de la Perdrix
- Pas de la Roche
- Pas de la Trappe
- Pas de Sagatte
- Pas de Tripet
- Pas de Truche
- Pas du Corbeau
- Pas du Loup
- Pas du Renard
- Pas Lovas
- Pic de beauvoisin (876 m)
- Pierre des Sacrifices
- Roche de Marignac
- Rocher Barbet
- Serre de Côte Belle
- Serre des Bœufs
- Serre des Pins

#### Géologie
La plate-forme urgonienne de la montagne de Glandasse (dont le Pestel) est un site géologique remarquable de 1 970,37 hectares, qui se trouve sur les communes de Châtillon-en-Diois (aux lieux-dits Montagne du Glandasse et le Pestel), Die, Laval-d'Aix, Romeyer, Treschenu-Creyers et Chichilianne. En 2014, elle a été classée « trois étoiles » à l'« Inventaire du patrimoine géologique ».

### Hydrographie

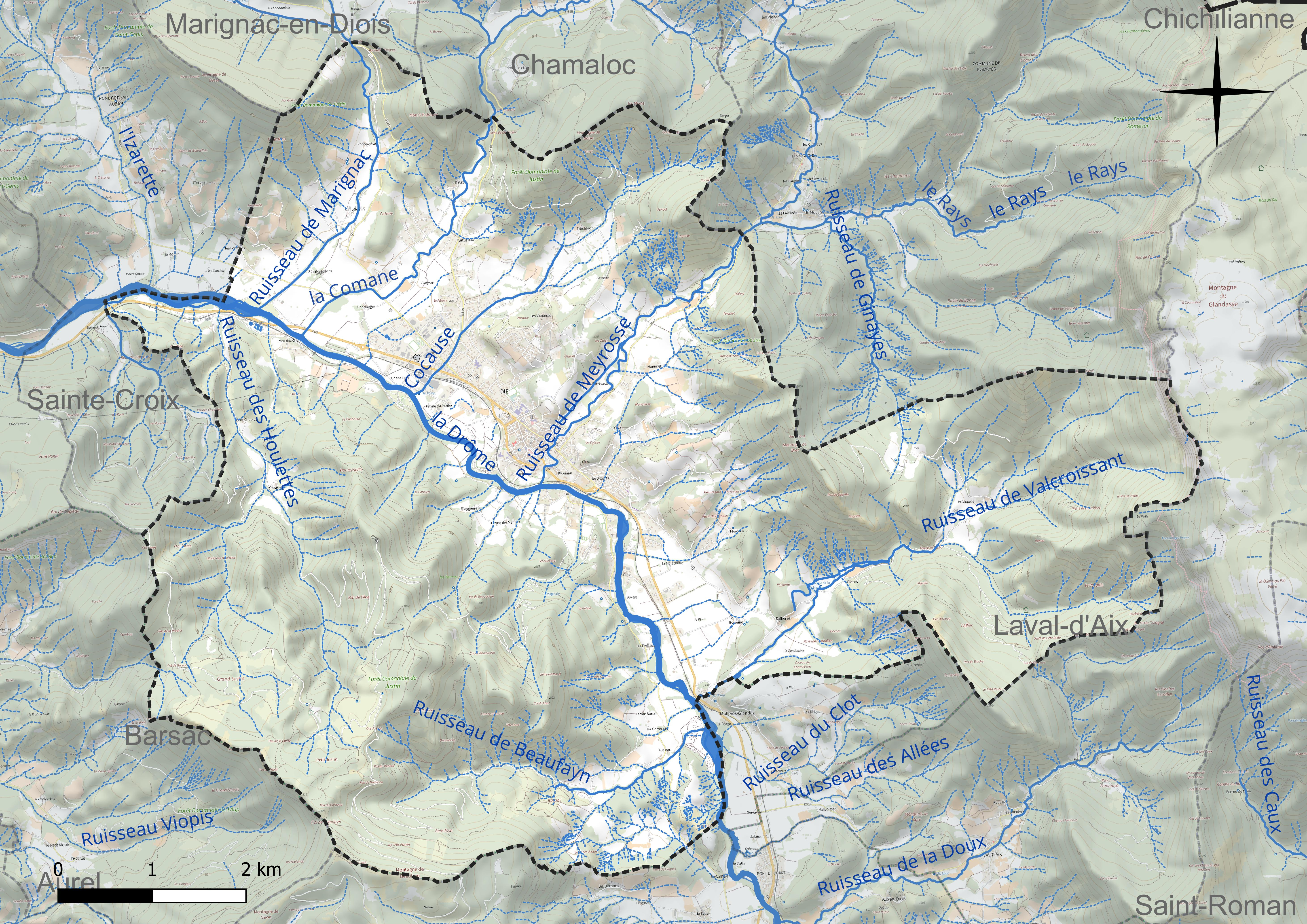
Réseau hydrographique de Die.

La commune est arrosée par les cours d'eau suivants :
- la Comane, affluent de la Drôme[1],[3] ;
- la Drôme[1],[4] ;
- Marignac[1],[5] ;
- Ravin de Beauvoisin[1] ;
- Ravin de Comballon[1] ;
- Ravin des Combes[1] ;
- Ravin des Floreaux[1] ;
- Ravin des Houlettes[1] ;
- Ruisseau de Beaufayn[1],[6] ;
- Ruisseau de Meyrosse[1],[7] ;
- Ruisseau des Pendus[1] ;
- Ruisseau de Valcroissant[1],[8] ;
- Ruisseau du Merle[1].

### Climat
Pour des articles plus généraux, voir Climat d'Auvergne-Rhône-Alpes et Climat de la Drôme.
En 2010, le climat de la commune est de type climat méditerranéen altéré, selon une étude du CNRS s'appuyant sur une série de données couvrant la période 1971-2000. En 2020, Météo-France publie une typologie des climats de la France métropolitaine dans laquelle la commune est exposée à un climat de montagne ou de marges de montagne et est dans la région climatique  Alpes du sud, caractérisée par une pluviométrie annuelle de 850 à 1 000 mm, minimale en été. 
Pour la période 1971-2000, la température annuelle moyenne est de 11,7 °C, avec une amplitude thermique annuelle de 17,6 °C. Le cumul annuel moyen de précipitations est de 980 mm, avec 8,6 jours de précipitations en janvier et 5,3 jours en juillet. Pour la période 1991-2020, la température moyenne annuelle observée sur la station météorologique installée sur la commune est de 11,9 °C et le cumul annuel moyen de précipitations est de 939,1 mm,. Pour l'avenir, les paramètres climatiques de la commune estimés pour 2050 selon différents scénarios d'émission de gaz à effet de serre sont consultables sur un site dédié publié par Météo-France en novembre 2022.
| Mois                                  | jan.           | fév.           | mars            | avril         | mai             | juin          | jui.          | août           | sep.            | oct.          | nov.             | déc.          | année     |
| ------------------------------------- | -------------- | -------------- | --------------- | ------------- | --------------- | ------------- | ------------- | -------------- | --------------- | ------------- | ---------------- | ------------- | --------- |
| Température minimale moyenne (°C)     | −1,7           | −1,8           | 0,9             | 3,8           | 7,8             | 11,2          | 13,1          | 12,9           | 9,6             | 6,6           | 2,2              | −1            | 5,3       |
| Température moyenne (°C)              | 3,4            | 4,3            | 7,8             | 10,8          | 14,8            | 18,8          | 21,3          | 21             | 16,7            | 12,8          | 7,4              | 3,7           | 11,9      |
| Température maximale moyenne (°C)     | 8,4            | 10,3           | 14,6            | 17,8          | 21,9            | 26,3          | 29,4          | 29,1           | 23,9            | 18,9          | 12,6             | 8,5           | 18,5      |
| Record de froid (°C) date du record   | −16,1 11.01.10 | −17,3 05.02.12 | −13,3 01.03.05  | −7,2 08.04.21 | −2,8 05.05.1991 | 2 10.06.05    | 4,3 17.07.00  | 2,2 31.08.1995 | −0,3 29.09.1993 | −5,1 23.10.07 | −11,3 23.11.1999 | −18 18.12.10  | −18 2010  |
| Record de chaleur (°C) date du record | 21,4 19.01.07  | 23,1 23.02.20  | 26,4 24.03.1994 | 29,3 27.04.12 | 35,2 22.05.22   | 40,6 28.06.19 | 39,4 31.07.17 | 40,9 23.08.23  | 34 04.09.16     | 31,9 07.10.09 | 23,1 07.11.15    | 19,3 30.12.21 | 40,9 2023 |
| Précipitations (mm)                   | 70,6           | 51,4           | 62,1            | 82,4          | 86,7            | 69,4          | 61,8          | 66,9           | 97,5            | 98,1          | 114,2            | 78            | 939,1     |

## Urbanisme

### Typologie
Au 1er janvier 2024, Die est catégorisée bourg rural, selon la nouvelle grille communale de densité à 7 niveaux définie par l'Insee en 2022.
Elle appartient à l'unité urbaine de Die, une unité urbaine monocommunale constituant une ville isolée,. Par ailleurs la commune fait partie de l'aire d'attraction de Die, dont elle est la commune-centre,. Cette aire, qui regroupe 27 communes, est catégorisée dans les aires de moins de 50 000 habitants,.

### Occupation des sols

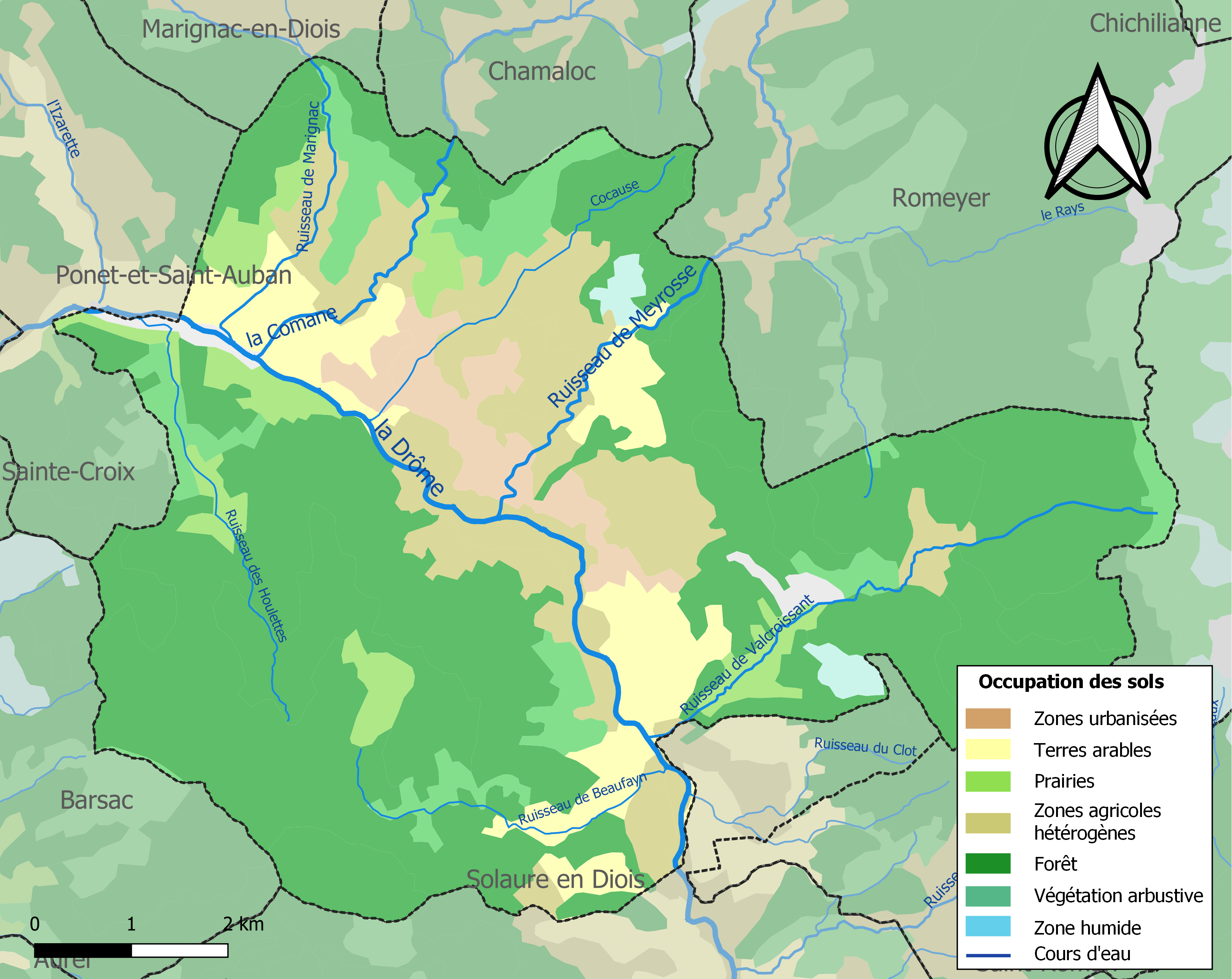
Carte des infrastructures et de l'occupation des sols de la commune en 2018 (CLC).

L'occupation des sols de la commune, telle qu'elle ressort de la base de données européenne d’occupation biophysique des sols Corine Land Cover (CLC), est marquée par l'importance des forêts et milieux semi-naturels (66,2 % en 2018), en diminution par rapport à 1990 (67,4 %). La répartition détaillée en 2018 est la suivante : forêts (57,4 %), zones agricoles hétérogènes (15,4 %), terres arables (8,8 %), milieux à végétation arbustive et/ou herbacée (7 %), prairies (5,4 %), zones urbanisées (3,5 %), espaces ouverts, sans ou avec peu de végétation (1,9 %), zones industrielles ou commerciales et réseaux de communication (0,6 %). L'évolution de l’occupation des sols de la commune et de ses infrastructures peut être observée sur les différentes représentations cartographiques du territoire : la carte de Cassini (XVIIIe siècle), la carte d'état-major (1820-1866) et les cartes ou photos aériennes de l'IGN pour la période actuelle (1950 à aujourd'hui).

### Morphologie urbaine

#### Quartiers, hameaux et lieux-dits
Site Géoportail (carte IGN) :
- Abbaye de Valcroissant
- Aurouse
- Ausson
- Bachot
- Bassette
- Bât de l'Âne
- Beaufayn
- Beauregard
- Beauvoisin
- Béconne
- Blaygnières
- Bret
- Cabane Josseaume
- Catori
- Chandillon
- Chamarges
- Chante-Merle
- Chapelle de Purgnon
- Chapiat
- Chastel
- Chénos
- Comballon
- Cornet
- Coteau de Chambertin
- Côte Chaude
- Cougnet
- Courdeau
- Croix de Justin
- Cuémy
- Ferme Barral
- Ferme des Pennes
- Ferme du Perrier
- Floreaux
- Grand Justin
- Graton
- Haute Vieille
- Houlettes
- la Belle Justine
- la Chapelle
- la Condamine
- la Géline
- Laguère
- l'Allier
- la Maladrerie
- l'Aube
- le Bâtet
- l'Écharas
- le Martouret
- le Paradis
- le Parisien
- le Petit Pestel
- le Pibous
- le Plot
- le Plot
- le Pont Neuf
- le Pré de l'Ours
- les Acacias
- les Églises
- les Fondeaux
- les Fourches
- les Grimauds
- les Lacets
- les Miellons
- les Oules
- les Pennes
- les Perbaux
- les Plaines
- les Trois Pierres
- les Voconces
- l'Homet
- l'Hommet
- Martinelle
- Mille Aures
- Montalivet
- Onglane
- Petit Chiapat
- Petit Justin
- Pille du Pont Rompu
- Plas
- Pluviane
- Ponnavette
- Pont des Chaînes
- Pont des Chaînes
- Pont Saint-Eloi
- Porte Saint-Marcel
- Raspail
- Rivière
- Ronde
- Ruinel
- Sagatte
- Saint-Laurent
- Saint-Sornin
- Sallières
- Sancol
- Serre Jean
- Severat
- Tartussane
- Tête Dure
- Truchard
- Vaux

### Projets d'aménagement
Le plan d'urbanisme en cours prévoit l'agrandissement de la zone d'activité économique de Chamarges, située à l'ouest de la ville.

### Voies de communications et transports

#### Réseau routier
La commune est accessible par la route départementale 93 (aussi appelée route des Alpes ou de Gap) ; au nord par la RD 518 depuis Villard-de-Lans, La Chapelle-en-Vercors et le col de Rousset. Côté Gapençais, à l'est, l'accès se fait à partir de la RD 1075 reliant Sisteron à Grenoble (Lus-la-Croix-Haute).
À l'ouest, côté vallée du Rhône, la sortie d'autoroute la plus proche est la sortie  16 Loriol-sur-Drôme de l'A7, à Loriol.

#### Réseau ferroviaire
La gare de Die est située sur la ligne de Livron à Aspres-sur-Buëch et est desservie par,, :
- la ligne de TER Valence - Die - Gap[24] ;
- le train Intercité de nuit Paris-Austerlitz – Briançon via Valence.

#### Transports en commun
La commune est desservie par deux lignes de bus régulières, ainsi que par un service de bus à la demande pour les vallées du Diois, non desservies par une ligne régulière :
- la ligne 28 : Valence - Crest - Die - Luc-en-Diois ;
- la ligne 29 : Beaurières - Luc-en-Diois - Châtillon-en-Diois - Die.
- la ligne 64 : Valence - Die - Gap

Une nouvelle ligne sera prochainement mise en service : Vallée de Quint - Romeyer - Die.
La commune dispose d'un héliport (à Chamarges).

### Risques naturels et technologiques

#### Risques sismiques
La commune de Die a été touchée par des tremblements de terre d’intensité V sur l’échelle MSK en 1835 et en 1963.

## Toponymie

### Attestations
Dictionnaire topographique du département de la Drôme :
- Antiquité gallo-romaine : Dea Aug[usta] Andarta (Long, Rech. sur les Vocontiens, 382).
- IIIe siècle : col[onia] Dea Aug[usta] Voc[ontiorum] (Long, Rech. sur les Vocontiens, 77).
- 245 : civitas Voc[ontiorum] (Long, Rech. sur les Vocontiens, 381).
- 325 : mention de l'évêque de Die : episcopus Diniensis (Labbe et Cossart, Concilia, I, 319).
- 333 : civitas Dea Vocontiorum (Itinéraire à Burdeg. / Itinéraire de Bordeaux à Jérusalem).
- (non daté) : venatores Deensium (Long, Rech. sur les Vocontiens, 390).
- (non daté) : ad Deam Augustam Vocontiorum (Long, Rech. sur les Vocontiens, 403).
- Ve siècle : civitas Deensium (Noticia Gall., 169).
- VIe siècle : urbs Diensis (Grégoire de Tours, IV, 45).
- 614 : Dea (Éléments jur. can. II, 416).
- 886 : mention du diocèse de Die : in Diensi episcopatu (cartulaire de Saint-Chaffre, 6).
- 1086 : Dia (cartulaire de Romans, 161).
- 1116 : mention de l'évêque de Die : Diensis episcopus (cartulaire des Écouges, 85).
- 1145 : mention de la paroisse (cathédrale) : ecclesia Beate Marie Diensis (cartulaire de Die, 33).
- 1157 : Dia (cartulaire de Saint-André-le-Bas, 297).
- 1159 : mention du chapitre de Die : Diensis ecclesie canonici (cartulaire de Die, 44).
- 1165 : civitas Dia (cartulaire de Die, 28).
- 1168 : Diensis civitas (cartulaire de Die, 20).
- 1178 : mention de la paroisse (cathédrale) : Sancta Diensis ecclesia (cartulaire de Die, 4).
- 1203 : mention du mandement : mandamentum Die (cartulaire de Die, 42).
- 1218 : cives Diensis (cartulaire de Die, 19).
- 1276 : mention du bailliage épiscopal de Die : curia Diensis (cartulaire de Die, 115).
- 1291 : mention de l'évêque de Die : episcopus Dyenci (cartulaire des dauphins, 7).
- 1293 : mention du bailliage épiscopal de Die : curia episcopalis Dyensis (cartulaire de Die, 122).
- XIIIe siècle : mention de la paroisse (cathédrale) : la gleisa de Dia (censier de l'évêché de Die).
- XIIIe siècle : mention de l'évêque de Die : l'esvesques de Dia et le senor de Dia (censier de l'évêché de Die).
- 1315 : mention de l'évêque et comte de Die : episcopus et comes Diensis (cartulaire de Die, 134).
- 1321 : civitas Diensis (cartulaire de Die, 80).
- 1325 : mention de la paroisse (cathédrale) : la gleysa Nostra Dona de Dya (Moutier, Dial. dauph., 31).
- 1374 : Dya (cartulaire de Romans, III, 204).
- XIVe siècle : mention du chapitre de Die : capitulum Dyense (pouillé de Die).
- 1449 : mention du diocèse de Die : Dyensis diocesis (pouillé hist.).
- 1450 : mention de l'église Saint-Jean : ecclesia de Sancto Johanne de Dya (terrier de l'évêché de Die).
- 1509 : mention du couvent de dominicains : fratres minores civitatis Dyensis (visites épiscopales).
- 1511 : mention de l'église paroissiale Saint-Jean : l'esglise parrochielle appellée Sainct Jehan (visites épiscopales).
- 1516 : mention du chapitre de Die : capitulum et universitas ecclesiae Beatae Mariae Dyensis (rôle de décimes).
- 1516 : mention de la paroisse (cathédrale) : ecclesia catedralis Beatae Mariae Dyensis (rôle de décimes).
- 1550 : mentions des deux curés de la paroisse : duo curati Beate Marie Diensis (Estat des rev. de Die).
- 1551 : mention du couvent de dominicains : le couvent des Jacobins de Dye (visites épiscopales).
- 1551 : mention du couvent de cordeliers : le couvent Sainct-Françoys de Die (visites épiscopales).
- 1575 : Dye (Mémoire des frères Gay).
- 1619 : mention du chapitre de Die : messieurs du chapitre et université de l'esglize cathedralle de Dye (rôle de décimes).
- 1619 : mention de la paroisse (cathédrale) : l'esglize cathedralle de Dye (rôle de décimes).
- 1891 : Die, chef-lieu d'arrondissement.

### Étymologie
Le nom de la ville dérive du latin dea « déesse ». Il s'agit de la déesse gauloise Andarta.
Die, Diá en occitan vivaro-alpin, tire son nom du culte de la déesse voconce Andarta qui fut adoptée par les Romains.
Transposition Die en français,,.

## Histoire
Pour un article plus général, voir Histoire de la Drôme.

### Préhistoire et protohistoire
Dès le Néolithique, la présence d'un habitat est attesté, notamment grâce aux fouilles de Chanqueyras[réf. nécessaire].
Une grande statue-menhir gravée accompagnée de deux petits menhirs, découverts près de la coopérative viticole (actuellement conservés au musée de Die), attestent également de la présence de populations,. Il s'agit de la plus ancienne statue-menhir connue à ce jour en France, et peut-être en Europe.
Les vestiges de l'âge du Bronze final ont été observés à La Roche de Marignac.
Quelques tessons ont été retrouvés à Chandillon.

### Antiquité: les Gallo-romains

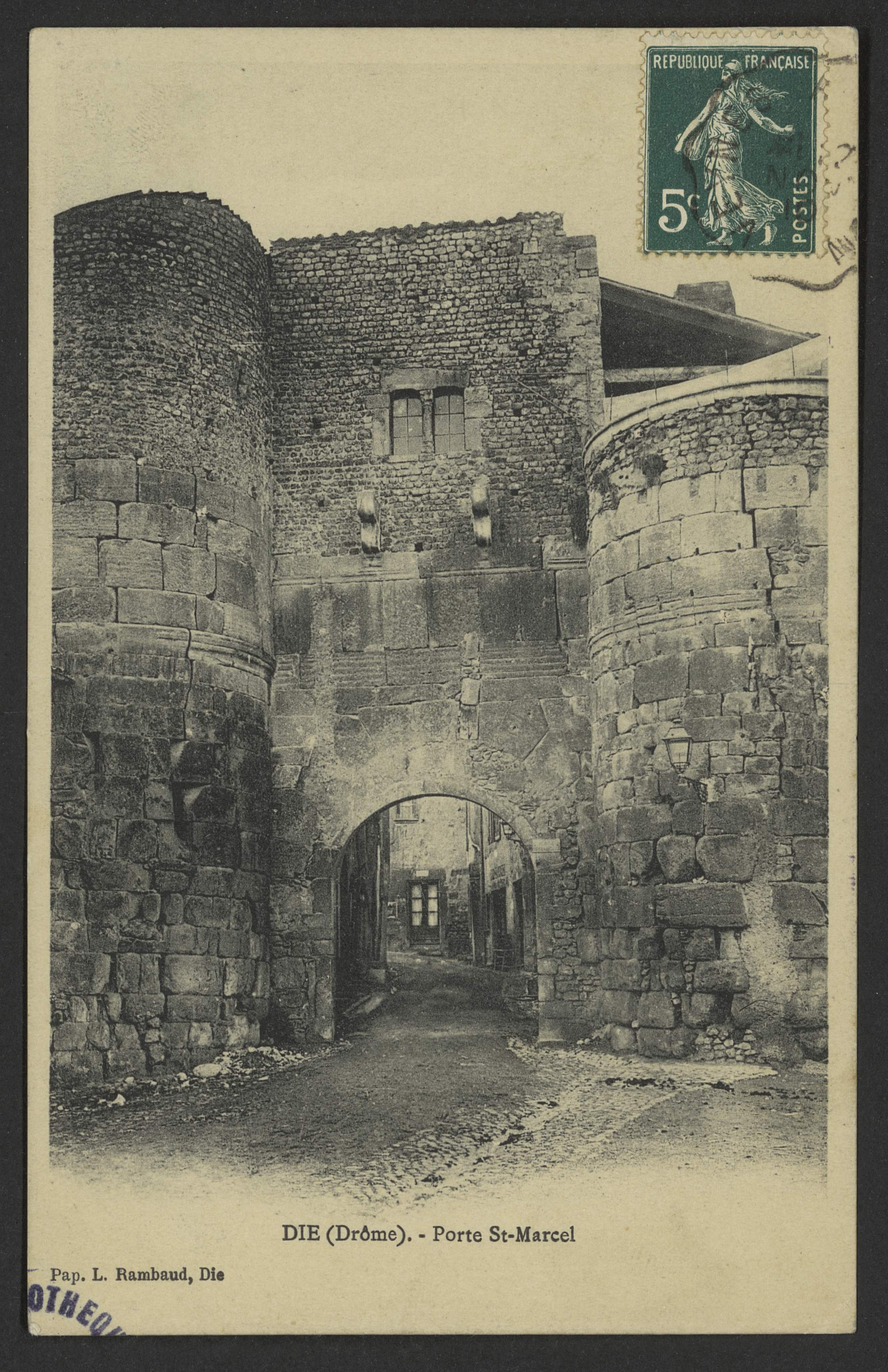
La porte Saint-Marcel.

Une première agglomération semble s'implanter au début de l'époque romaine sur un petit col surplombant la Drôme et le franchissement du vallon de Meyrosse, au carrefour entre la vallée et la voie menant au Trièves. De nombreux indices montrent l'extension de l'urbanisation au Ier siècle[réf. nécessaire].
IIe siècle : la ville de Die compte de nombreux monuments. Capitale des Voconces, elle remplace Luc-en-Diois dans cette fonction. Le titre de colonie (colonia Dea Augusta Vocontiorum) lui est décerné vers la fin du IIe siècle ou dans le courant du IIIe siècle. La ville devient un centre important du culte de Cybèle (attesté par sept inscriptions tauroboliques)[réf. nécessaire].
Nombreuses découvertes gallo-romaines : statues, bijoux, monnaies, stèles, inscriptions, et trois autels tauroboliques (MH) du IIIe siècle.
Entre 285 et 305, alors que l'empire montre des signes de faiblesse, la ville s'entoure d'un rempart qui protège une surface urbanisée de 25 hectares. La région est en crise et certains quartiers périphériques sont déjà abandonnés. Le rempart de Die est long de deux kilomètres environ. Lors de l'édification, des fragments de monuments antiques sont réemployés.
La ville avait deux portes principales : la porte Saint-Pierre, démolie en 1891, à l'ouest, et la porte Saint-Marcel à l'est. Lors de la construction du rempart, un arc monumental du IIe siècle a été démonté pierre par pierre pour être réinséré dans la fortification du IVe siècle.
L'axe reliant les deux portes peut être considéré comme étant le decumanus. Le cardo, s'il existe, n'a pas été localisé.
Une route vers Grenoble passait par le massif de Glandasse (sud du Vercors) pour aboutir à Chichilliane. Sur ce plateau ont été retrouvés les fronts de taille de carrières de pierres extraites puis amenées à Die par le Pas de Chabrinel[réf. nécessaire].
325 : Le premier évêque attesté est Nicaise. Il est le seul représentant des églises des Gaules au Premier concile de Nicée. Le diocèse sera réuni en 1276 à celui de Valence, puis à nouveau distinct de ce dernier à la fin du XVIIe siècle, avant d'être supprimé à la Révolution[réf. nécessaire].

### Du Moyen Âge à la Révolution
XIe siècle : Die passe sous la suzeraineté des empereurs germaniques puis des évêques de Die.
XIIIe siècle : le territoire de Die est composé de six paroisses : Notre Dame, Le Château, Saint-Marcel, Saint-Maurice, Saint-Pierre, Justin (voir ces noms).
XIVe siècle : le territoire de Die intégré au fief du Valentinois est rattaché au royaume de France en 1316. Ce territoire n'est plus composé que d'une paroisse, celle de la cathédrale Notre-Dame. Elle est desservie par deux curés. Elle aura, pendant quelque temps, pour annexe, l'église Saint-Jean, exclusivement destinée aux enfants.
XVe siècle : Die est rattachée au domaine royal.
Le 16 octobre 1467, la ville de Die obtient la confirmation d'anciens privilèges, par lettres patentes du roi Louis XI (1423-1461-1483).
1474 (démographie) : 236 familles roturières, huit familles nobles, 11 exempts ou francs archers et 33 ecclésiastiques.
Die est ravagée pendant les guerres de Religion.
1604 : l'Académie protestante de Die est fondée. Elle sera supprimée par le conseil du roi le 11 septembre 1684.
1629 (4 mai) : après la bataille du Pas de Suse, le roi Louis XIII, accompagné du cardinal de Richelieu, fait étape avec ses troupes à Die. Il lui sera offert, pour l'occasion, deux charges de vins de muscat.
Avant 1685 : avant la révocation de l'édit de Nantes, les protestants avaient à Die une académie qui, fondée en 1604 par les synodes du Dauphiné, comprenait une chaire de théologie, une d'hébreu, deux de philosophie et une d'éloquence. Il s'y distribuait chaque année un prix connu sous le nom de prix Marquet.
1685 : après la révocation de l’Édit de Nantes, les protestants qui restent dans le pays se cachent afin de pratiquer leur culte au Désert ; ceux qui sont pris sont condamnés aux galères. De 1685 à 1787, date de l'édit de tolérance, 418 habitants de Die sont ainsi persécutés.
1688 (démographie) : 4 100 habitants.
Avant 1790, Die était une communauté de l'élection de Montélimar, subdélégation de Crest et le siège d'un évêché, d'un bailliage, d'un gouvernement militaire et d'une maîtrise des eaux et forêts.
- L'évêché, qui était suffragant de Vienne, fut uni à celui de Valence de 1276 à 1687. Il remontait, suivant la tradition, à saint Martin, qui vivait en 220, mais plus sûrement à saint Nicaise, un des pères du concile de Nicée (325).
- L'évêque de Die, à qui les empereurs germaniques concédèrent, en 1178 et 1214, tous les droits régaliens dans son diocèse, et qui prenait encore en dernier lieu le titre de comte de Die, était seigneur temporel de la ville épiscopale et des terres de Aouste, Aurel, Bourdeaux, Bezaudun, Chamaloc, la Chapelle-en-Vercors, Châtillon-en-Diois, Crupies, Jonchères, Mirabel, Montmaur, Poyols, Saillans, Saint-Agnan-en-Vercors, Saint-Julien-en-Vercors, Saint-Martin-en-Vercors, les Tonils, et en partie de Vassieux et de la vallée de Valdrôme. Il avait en outre des droits de fief sur la plupart des autres terres de son diocèse.
- Le chapitre de Die, composé d'un doyen, d'un sacristain et de huit chanoines, était lui-même seigneur de Ausson, Justin, Marignac, Menglon et Romeyer.
- Il y avait à Die un couvent de dominicains (fondé en 1272), un de cordeliers (fondé en 1278), un d'ursulines (fondé en 1630), un de religieuses hospitalières (fondé en 1739) et un séminaire.
- La justice-mage, ou bailliage épiscopat de Die, était un tribunal composé d'un vibailli ou juge-mage, d'un lieutenant et d'un procureur fiscal connaissait en première instance des causes de la ville de Die et des autres terres épiscopales et, sur appel, de toutes les causes des terres relevant du fief de l'évêque. On appelait de ce tribunal au présidial de Valence (voir introduction du dictionnaire).
- Le gouvernement militaire de Die, composé d'un gouverneur et d'un major, ne s'étendait pas au-delà de cette ville.
- La maîtrise des eaux et forêts de Die, composée d'un maître-particulier, d'un lieutenant, d'un garde-marteau et d'un procureur du Roi, avait pour ressort les élections de Valence et de Montélimar avec la principauté d'Orange (voir introduction du dictionnaire)[26].

Die était en outre une des dix villes du Dauphiné, dont les consuls siégeaient à la tète des députés du tiers état, dans les États généraux de cette province, et faisaient partie de la commission chargée d'assister le Procureur des États dans l'intervalle des sessions.
Le mandement de Die ne comprenait autrefois que la partie de la commune de ce nom qui est sur la rive droite de la Drôme, la partie de la rive gauche ayant formé jusqu'au XVe siècle les paroisse et mandement de Justin et, jusqu'à la Révolution, une seigneurie distincte de celle de Die.

#### L'abbaye de Valcroissant
Dictionnaire topographique du département de la Drôme :
- 1203 : abbatia Vallis Crescensis (cartulaire des Écouges, 15).
- 1243 : monasterium Vallis Crescentis (choix de documents, 3).
- 1486 : Valcreissent (archives de la Drôme, fonds de l'évêché de Die).
- 1516 : abbatia Vallis Crescentis in montibus (rôle de décimes).
- 1576 : l'abbaie de Valcressant (rôle de décimes).
- 1891 : L'Abbaye, ferme et ruines de la commune de Die.

Ancienne abbaye de l'ordre de Cîteaux (de la dépendance de Bonnevaux) fondée vers 1188. Elle a été ruinée pendant les guerres de Religion mais le titre a subsisté jusqu'à la Révolution. L'abbé de Valcroissant était seigneur temporel du lieu et décimateur dans la paroisse de la Chaudière.

### De la Révolution à nos jours

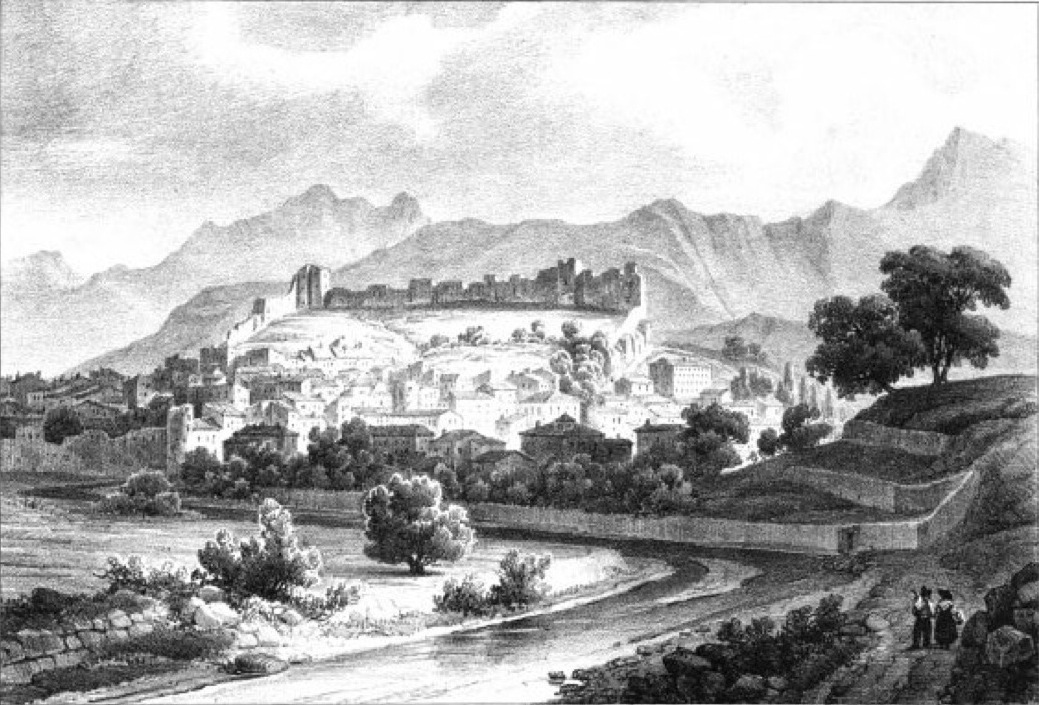
Die au XIXe siècle illustrée par Alexandre Debelle (1805-1897).

En 1790, Die devient le chef-lieu d'un district comprenant les cantons de la Chapelle-en-Vercors, Châtillon-en-Diois, Die, la Motte-Chalancon, Luc-en-Diois, Lus-la-Croix-Haute, Pontaix, Saint-Julien-en-Quint, Saint-Nazaire-le-Désert et Valdrôme. La réorganisation de l'an VIII (1799-1800) en fait le chef-lieu d'un arrondissement, comprenant les cantons de Bourdeaux, la Chapelle-en-Vercors, Châtillon-en-Diois, Crest-Nord, Crest-Sud, Die, la Motte-Chalancon, Luc-en-Diois et Saillans.
Le diocèse de Die comprenait avec trois cantons du département de l'Isère, l'arrondissement de Die, moins les communes du canton de Crest-Nord qui sont au couchant des montagnes de la Raye, et la plus grande partie du canton de Crest-Sud, plus le canton de Dieulefit et quelques communes des cantons de Grignan et de Nyons (voir introduction du dictionnaire).

#### Seconde Guerre mondiale
La commune va  souffrir des exactions allemandes.

## Politique et administration

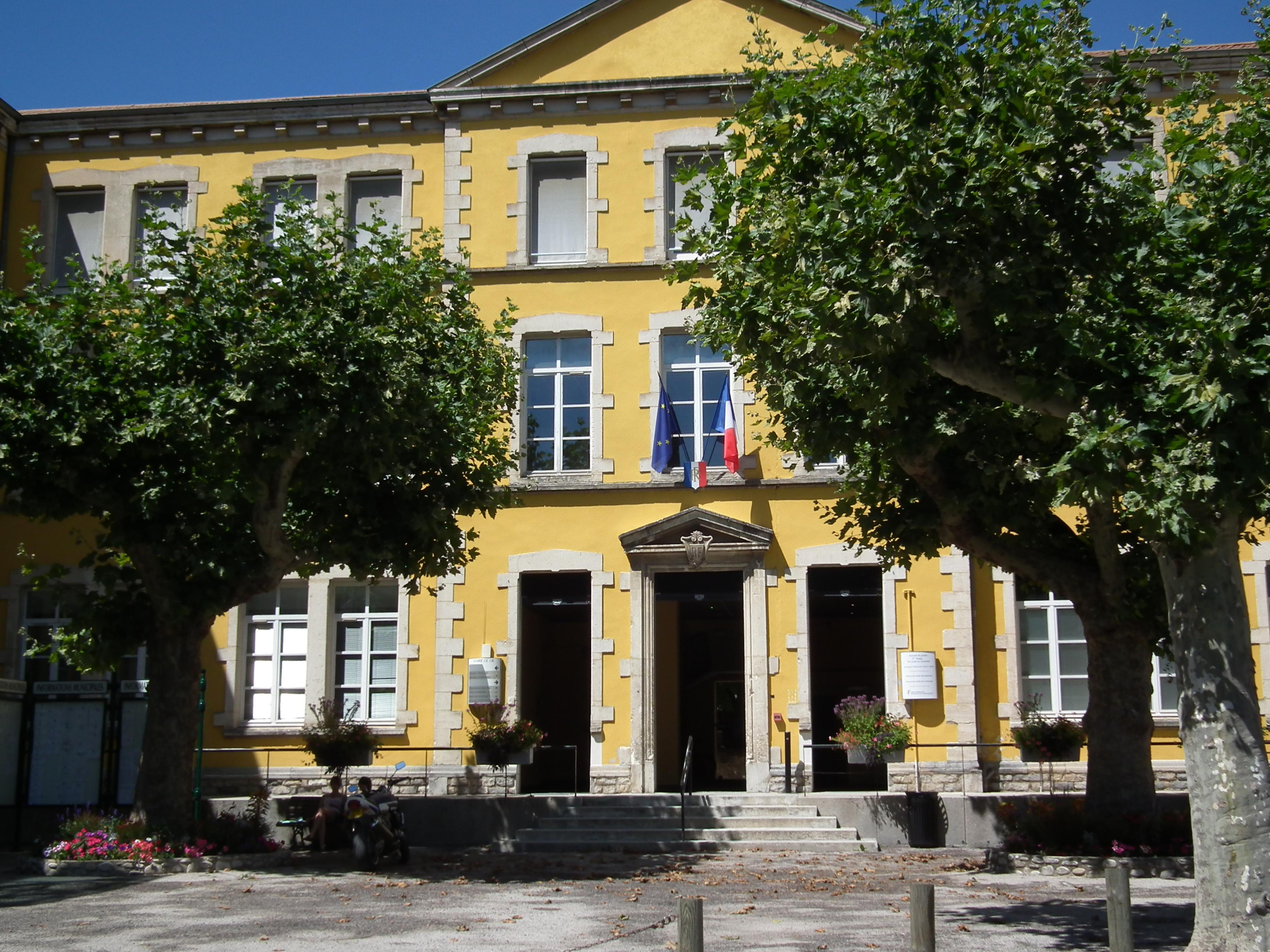
La mairie.

### Jumelages
| Die (Drôme) Wirksworth Varallo Sesia Frankenau Kiskunfélegyháza |

La ville de Die est jumelée avec cinq villes :
- Wirksworth (Royaume-Uni)
- Varallo Sesia (Italie)
- Frankenau (Allemagne)
- Kiskunfélegyháza (Hongrie)
- Dhouge (Sénégal)

## Population et société

### Démographie
L'évolution du nombre d'habitants est connue à travers les recensements de la population effectués dans la commune depuis 1793. Pour les communes de moins de 10 000 habitants, une enquête de recensement portant sur toute la population est réalisée tous les cinq ans, les populations de référence des années intermédiaires étant quant à elles estimées par interpolation ou extrapolation. Pour la commune, le premier recensement exhaustif entrant dans le cadre du nouveau dispositif a été réalisé en 2005.

En 2022, la commune comptait 4 796 habitants, en évolution de +4,6 % par rapport à 2016 (Drôme : +2,64 %, France hors Mayotte : +2,11 %).
| 1793  | 1800  | 1806  | 1821  | 1831  | 1836  | 1841  | 1846  | 1851  |
| ----- | ----- | ----- | ----- | ----- | ----- | ----- | ----- | ----- |
| 3 251 | 3 978 | 3 421 | 3 509 | 3 555 | 3 900 | 3 924 | 3 865 | 3 928 |

| 1856  | 1861  | 1866  | 1872  | 1876  | 1881  | 1886  | 1891  | 1896  |
| ----- | ----- | ----- | ----- | ----- | ----- | ----- | ----- | ----- |
| 3 912 | 3 874 | 3 762 | 3 876 | 3 841 | 3 703 | 3 823 | 3 729 | 3 681 |

| 1901  | 1906  | 1911  | 1921  | 1926  | 1931  | 1936  | 1946  | 1954  |
| ----- | ----- | ----- | ----- | ----- | ----- | ----- | ----- | ----- |
| 3 638 | 3 651 | 3 797 | 3 232 | 3 304 | 3 241 | 3 175 | 3 184 | 3 326 |

| 1962  | 1968  | 1975  | 1982  | 1990  | 1999  | 2005  | 2006  | 2010  |
| ----- | ----- | ----- | ----- | ----- | ----- | ----- | ----- | ----- |
| 3 546 | 4 048 | 4 062 | 3 992 | 4 230 | 4 451 | 4 376 | 4 387 | 4 357 |

| 2015  | 2020  | 2022  | - | - | - | - | - | - |
| ----- | ----- | ----- | - | - | - | - | - | - |
| 4 576 | 4 770 | 4 796 | - | - | - | - | - | - |

### Services et équipements
Plusieurs services publics sont présents sur la commune :
- La commune étant chef-lieu d'arrondissement, elle dispose d'un hôtel de sous-préfecture.
- D'autres administrations et établissements publics sont représentés : gare SNCF, Hôtel des impôts, La Poste, la gendarmerie.
- Elle est également le siège de la communauté de communes du Diois, dont les bureaux sont en centre-ville.

La Maison de services au public du Diois regroupe plusieurs services (Caf, Msa, Conciliateur de justice, Défenseurs des droits, etc.).

### Enseignement
Les élèves de Die (la commune relève de l'académie de Grenoble) commencent leurs études au groupe scolaire public Chabestan-Sermant, composé d'une école maternelle (5 classes pour 115 enfants) et d'une école élémentaire (13 classes pour 283 enfants).
L'école primaire privée Notre-Dame dispose de quatre classes (99 élèves).
La commune dispose d'un collège et d'un lycée - lycée du Diois. Le collège propose une option cirque (unique en France). Le lycée propose une section Sport-Nature.
Die dispose aussi de deux centre de formations pour adultes : le Greta Viva5 et le CFPPA de Die (centre de formation agricole - singularité : agroécologie).

### Santé
La commune possède un hôpital public.
À la suite de la fermeture des services de maternité et de chirurgie de l'hôpital du centre-ville, l'Agence régionale de santé (ARS) prévoit la construction d'un nouvel hôpital sur zone agricole en périphérie.

### Manifestations culturelles et festivités
- janvier : l'association Écologie au Quotidien organise chaque année, fin janvier, les Rencontres de Die et de la Biovallée[76] ;
- juin : fête de la transhumance Diois-Vercors[77] ;
- juillet :
  - fête patronale : premier dimanche de juillet[36] ;
  - fête romaine de la Drôme en Pays Diois[78].

### Loisirs
- Des sentiers de randonnées traversent le secteur de Die : GR 95 et GR 965[1].

### Sports
La commune possède un complexe sportif.

#### Manifestations sportives
- Die a été le point de départ de la course de montagne Die-Col de Rousset de 1979 à 2011. La course a accueilli l'épreuve masculine longue du Trophée mondial de course en montagne 1989, remportée par le Colombien Jairo Correa[79].
- Le Rallye Terre du Diois, chaque début d'été[réf. nécessaire].

### Médias
Le territoire de la commune se situe dans l'aire de diffusion de plusieurs médias :
- Presse écrite
  - Le Dauphiné libéré, quotidien régional qui consacre, chaque jour, y compris le dimanche, dans son édition de « La vallée de la Drôme » un ou plusieurs articles à l'actualité du canton et de la commune, ainsi que des informations sur les éventuelles manifestations locales, les travaux routiers, et autres événements divers à caractère local.
  - L'Agriculture Drômoise, journal d'informations agricoles et rurales, couvre l'ensemble du département de la Drôme.
  - Drôme Hebdo (ancien Peuple Libre), hebdomadaire chrétien d'informations.
  - Journal du Diois et de la Drôme.
- Presse audio-visuelle
  - France Bleu est une radio publique diffusée sur son territoire.
  - RDWA est une radio associative locale émettant depuis 2011 depuis le site de la Croix de Justin.

### Culte

#### Culte catholique
L'église Notre-Dame (ancienne cathédrale) et la communauté catholique de Die sont rattachées à la paroisse Saint-Marcel en Diois, laquelle couvre 37 communes et dépend du Diocèse de Valence.

#### Culte protestant
Le temple protestant de Die est situé au n°2 de la rue Amédée Rousset. La paroisse est membre de l'Église protestante unie de France. Le bâtiment est inscrit au titre des monuments historiques depuis 1931.

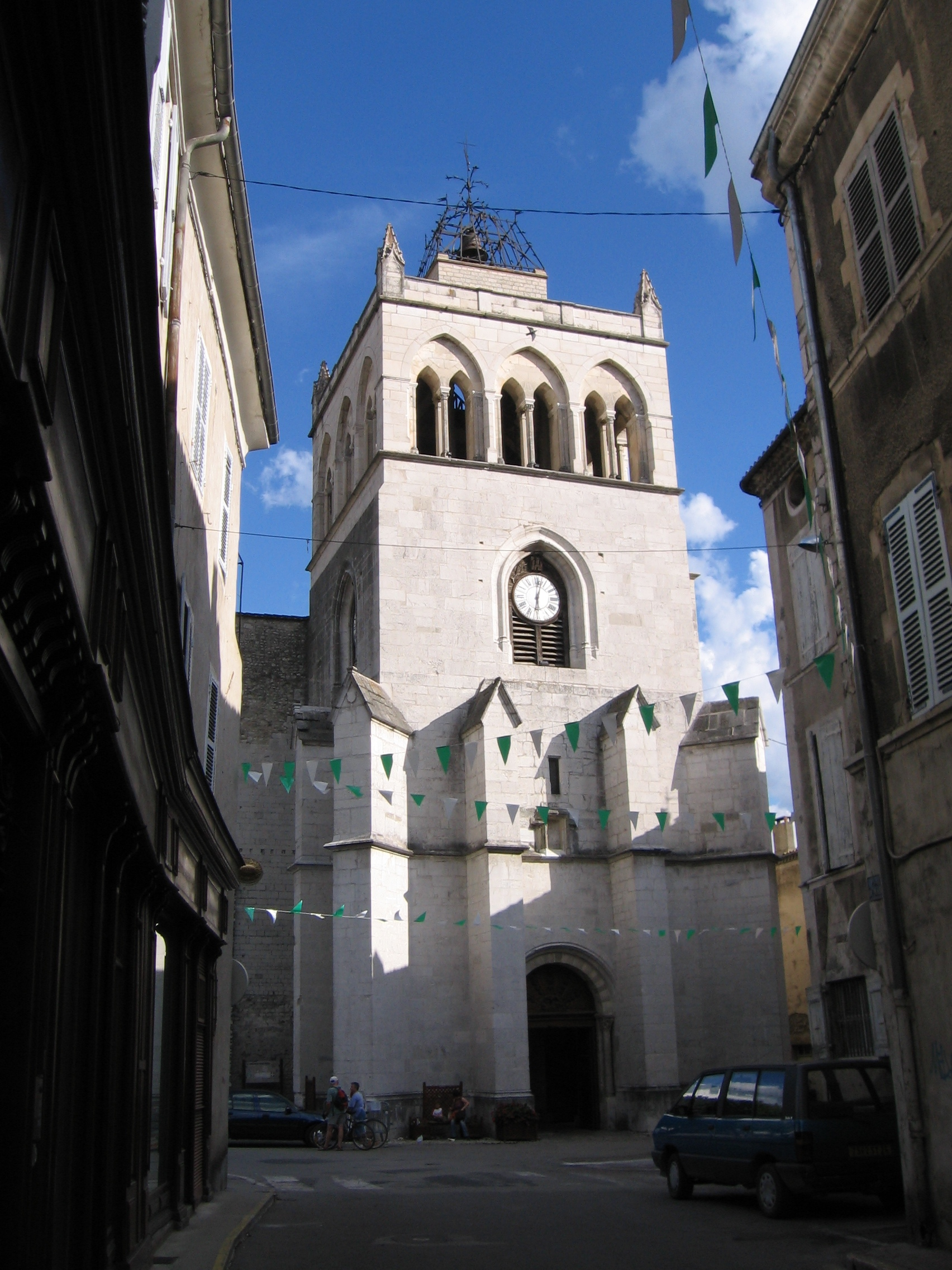
La cathédrale Notre-Dame.
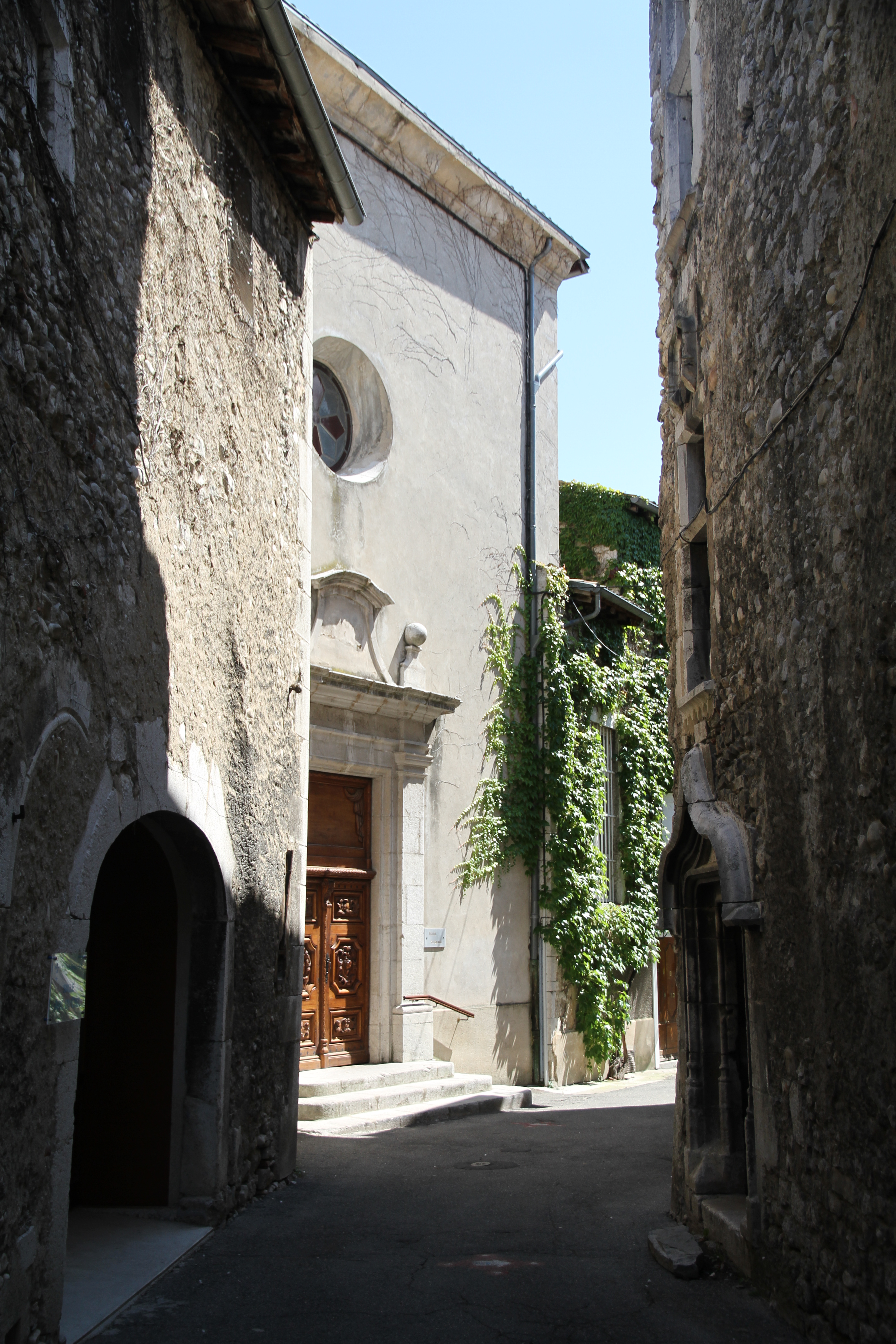
Le Temple protestant de Die

## Économie

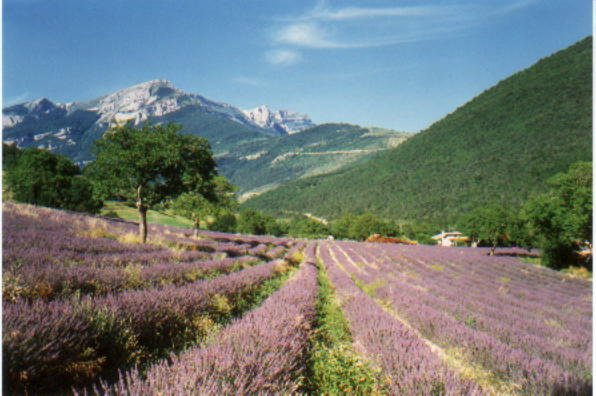
Champs de lavandin, près de Die.

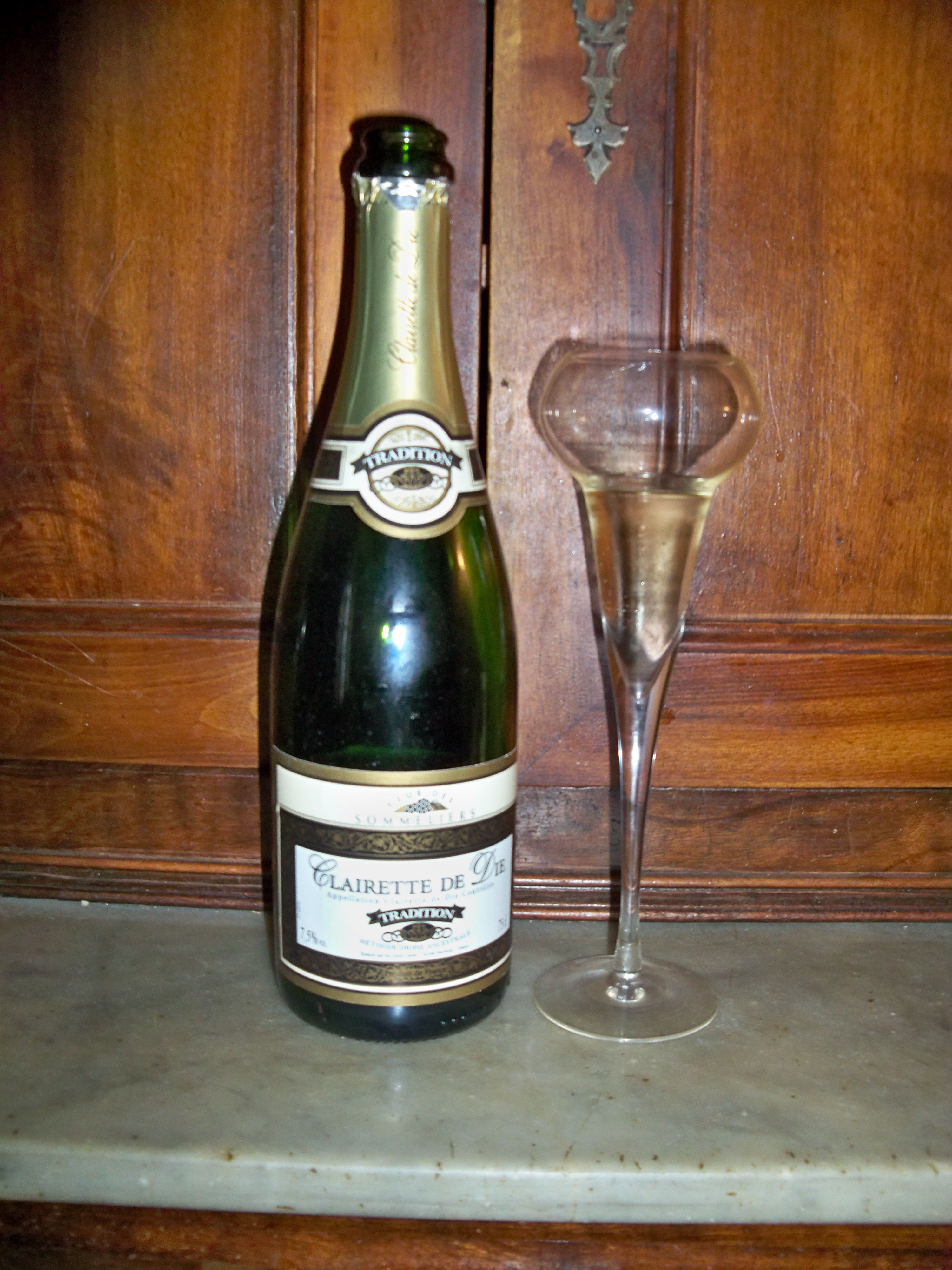
Clairette de Die tradition.

### Agriculture
En 1992 : vignes, lavandes, arbres fruitiers, céréales, bovins, ovins, caprins.
- Produits locaux : vin Clairette de Die, fromage Picodon[36].
- Marchés : les mercredis et samedis matin[83].
- Foire (en 1992) : le 8 avril, la veille du premier dimanche de juillet, le 2 novembre[36].

La Cave coopérative Clairette de Die est le plus gros employeur du Diois ; elle a adopté le nom de marque « Jaillance ».

### Industrie
La commune dispose d'une zone d'activité économique, à l'ouest de la ville, la ZAE de Chamarges.

### Tourisme
- Station climatique d'été[36].
- Syndicat d'initiative (en 1992)[36].

Die, accrochée dans les années 1960 et 1970 à ses petites industries déclinantes (meuble et  chaussure) a raté le tournant historique du tourisme de masse[réf. nécessaire].
Aujourd'hui, Die bénéficie d'un tourisme estival important, populations nordiques et étrangères (Pays-Bas, Belgique) résidant essentiellement dans les campings de la vallée de la Drôme[réf. nécessaire].
Le tourisme hivernal est composé de visiteurs régionaux. Il concerne le ski (championnat de France de ski Handisport), la randonnée en raquettes, les courses de chiens de traîneaux (compétition internationale de l'Alpirush) à la station de ski du col de Rousset (située dans le Massif du Vercors, à 1 300-1 700 mètres)[réf. nécessaire].

### Revenus de la population et fiscalité
Die souffre de précarité avec 40 % de ses habitants vivant au sein d'un ménage à «bas revenus». 

## Culture locale et patrimoine

### Lieux et monuments

#### Vestiges des remparts gallo-romains
- Remparts gallo-romains des IIIe et IVe siècles : ces murs de 3,60 m d'épaisseur atteignaient 2 km de long. Ils sont classés au titre des monuments historiques[85],[86].
- Porte romaine Saint-Marcel (porte principale de la ville) (IIIe siècle). Elle est classée au titre des monuments historiques[87]

#### Monuments laïcs

##### La fontaine de la Comtesse

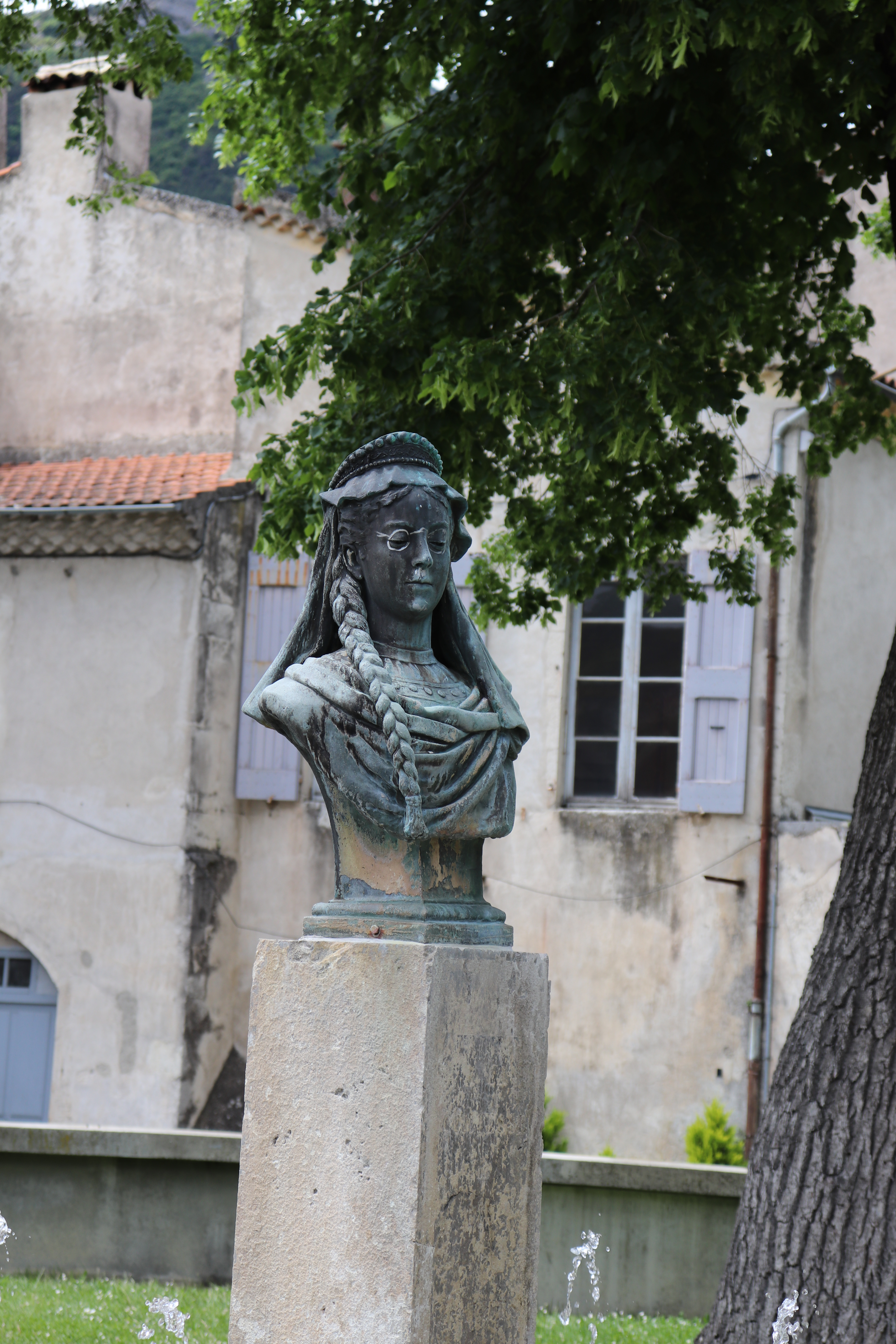
Buste de la Comtesse.

Un coin de la place de l’Évêché est appelé « place de la comtesse » ou même « la comtesse », utilisé comme repère dans la ville. Ce nom vient du buste de la comtesse Béatrice de Die, œuvre de Jeanne Royannez (contrairement à ce qu’indique le panneau installé par la municipalité sur le mur de l’évêché et qui comporte de nombreuses erreurs), buste exposé en 1887 au salon de l’Union des femmes peintres et sculpteurs. La ville de Die en fait l’acquisition en 1888 et le buste de la comtesse est inauguré le 10 août 1888 au cours d’une virée estivale des Félibres et du groupe La Cigale (nom de la Société des Méridionaux de Paris). Sont présents le député-maire Maurice-Louis Faure, président de la Cigale, et le maire de Die, Joseph Reynaud, tous deux radicaux-socialistes. Le buste en bronze est installé sur une fontaine et sauvé du programme de récupération des métaux non-ferreux pendant la Seconde Guerre mondiale par une personne anonyme. L’époux de la sculptrice, Clovis Hugues, est lui aussi cigalier. Le monument est régulièrement taggé ou vandalisé. Il est à la fois un symbole occitan et un hommage à une femme, mais cet hommage à une poétesse par une sculptrice est surtout une affaire d’hommes, éloignés des préoccupations des Diois ruraux de l’époque. Cette mise en avant d’une femme de la classe privilégiée est un témoin du rapport que les citoyens entretiennent avec leurs institutions. Elle conduit Kate Fletcher à se poser les questions de qui, quelles valeurs, quelles idées sont ici commémorées, défendues ?

##### Liste
- De nombreuses inscriptions romaines, des chapiteaux et sculptures médiévales, sont remployées dans les façades des maisons urbaines[réf. nécessaire].
- Vieilles demeures avec voûtes du XVe siècle, façades du XVIe siècle au XVIIIe siècle, escalier à vis, plafonds peints[36].
- Des maisons d'époque Renaissance, dans le quartier Saint-Vincent[réf. nécessaire].
- La maison renaissance dite de Diane de Poitiers[36].
- Une tour du XVIe siècle est visible en façade dans la rue de l'Armellerie à Die[98].
- Tribunal et mairie installé dans l'ancien palais épiscopal[36].
- Le château Saint-Laurent, inscrit au titre des monuments historiques[99].
- L'Hôtel Vallentin du Cheylard (actuelle sous-préfecture), construit et luxueusement décoré durant le premier quart du XIXe siècle par Lucien Vallentin du Cheylard (1800-1863) et son épouse Jeanne de Laplane (1807-1898)[réf. nécessaire].
- Le Clos des Églises, route de Romeyer, ancienne maison de campagne de la famille Vallentin du Cheylard (XIXe siècle), érigée sur des fondations plus anciennes[réf. nécessaire].
- La Tour de Purgnon : vestige d'un château épiscopal transformé en chapelle mariale au XIXe siècle[réf. nécessaire].
- La Maison du notaire Chambron est inscrite au titre des monuments historiques[100].
- La Bastide de Vaux, au nord-est de la Ville[101].
- La Bastide de Sallières, au nord-est de la Ville[réf. nécessaire].
- Anciens établissements thermaux[36].

#### Monuments religieux
- Cathédrale Notre-Dame, place de l'Horloge : (porche du XIe siècle). Elle est classée au titre des monuments historiques[102]. Ajouts des XIIe et XIIIe siècles. Elle a été détruite par les protestants puis reconstruite au XVIIe siècle : porche avec chapiteaux sculptés du XIIe siècle[36].
- Chapelle Saint-Nicolas de l'ancien palais épiscopal (aujourd'hui dans la mairie) : mosaïque romane du XIIe siècle donnant une vision du Monde terrestre[36]. Cette mosaïque des quatre fleuves servait de tapis d'autel. Elle est la représentation symbolique de l'univers.

Le palais épiscopal s'appuyait sur l'enceinte gallo-romaine, dont la chapelle occupait une tour. Sa construction date des XIe et XIIe siècles. Des traces d'enduits peints (XIIe et XIIIe siècles) subsistent encore[source insuffisante].
- Vestiges de l'église des Cordeliers (rue des Cordeliers) : abside du XVe siècle[36].
- Chapelle (quartier Saint-Laurent) : peintures rustiques du XVIIIe siècle[36].
- Presbytère de Die, est inscrit au titre des monuments historiques[104] : salon chinois, peintures du XVIIIe siècle[36].
- Chapelle de l'hôpital, rue Bouvier[réf. nécessaire].
- Chapelle de Purgnon (XIXe siècle)[36], appelée Notre-Dame d'Espérance (chemin de Purgnon)[105].
- Chapelle de Sallières[réf. nécessaire].
- Temple protestant de Die, rue du Docteur-Amédée-Rousset : ancienne chapelle jésuite du XVIIIe siècle, porte sculptée et chaire du XVIIIe siècle. Classé au titre des monuments historiques[82].
- Abbaye de Valcroissant, classée au titre des monuments historiques[106]. Ancienne abbaye cistercienne (MH) du XIIe siècle au XVIe siècle. Une exploitation agricole s'est installée dans les ruines : abside d'origine, voûte en berceau, rosace romane, chaire, boiseries du chœur, maître-autel du XVIIe siècle[36].

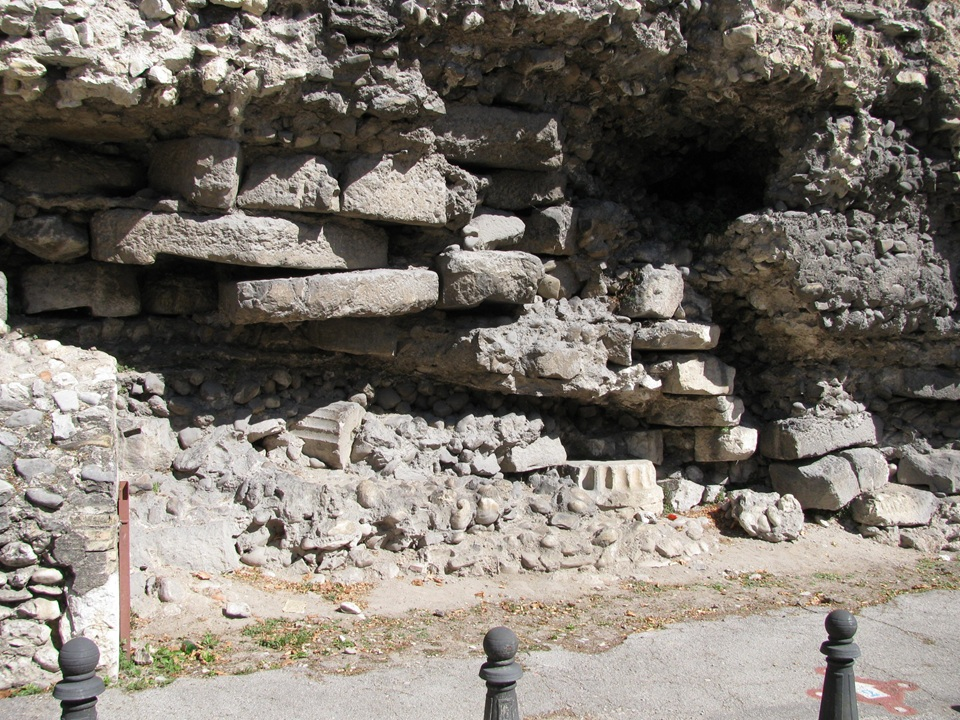
Base de la muraille gallo-romaine en matériaux de réemploi (boulevard du Cagnard).
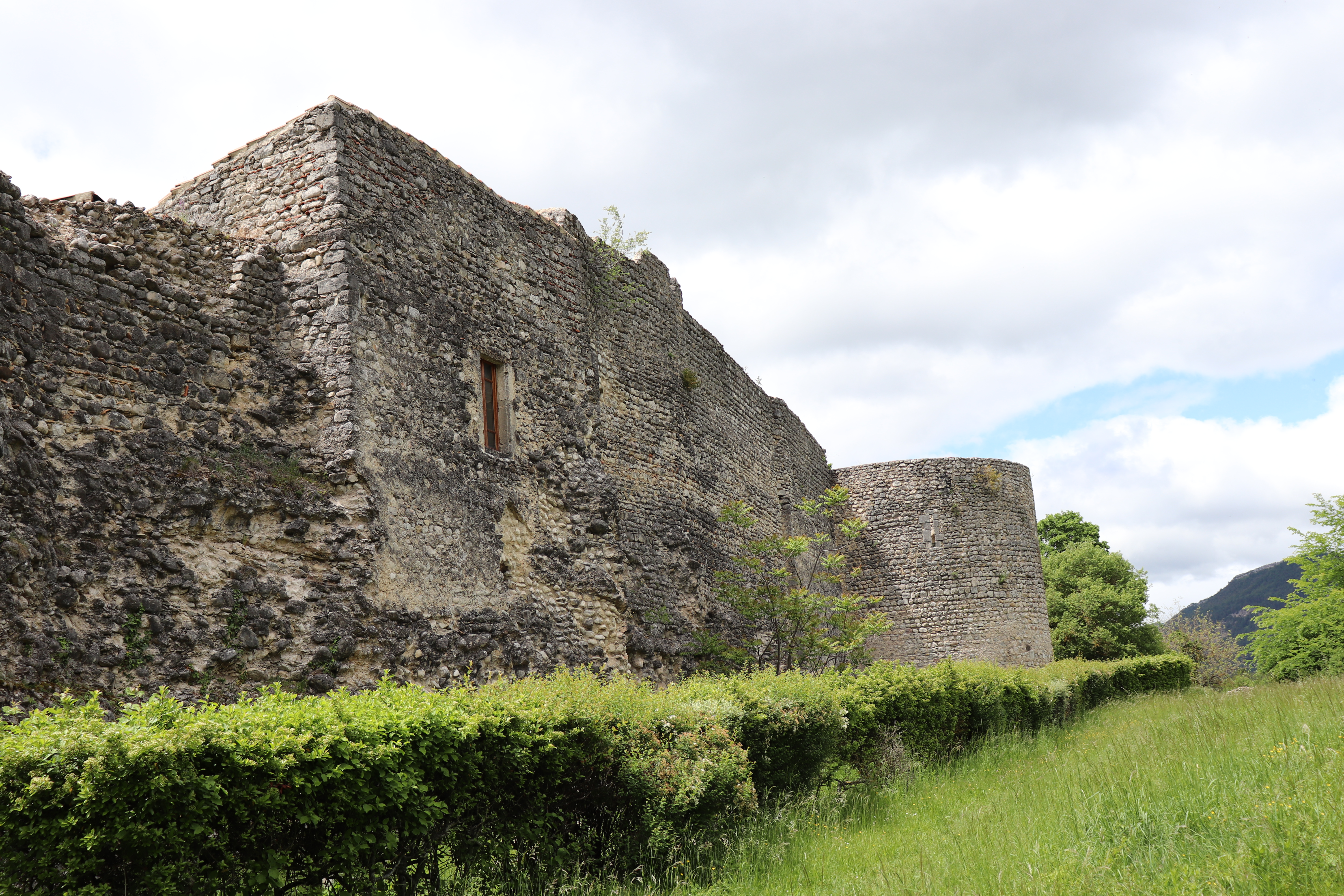
Les remparts de Die.
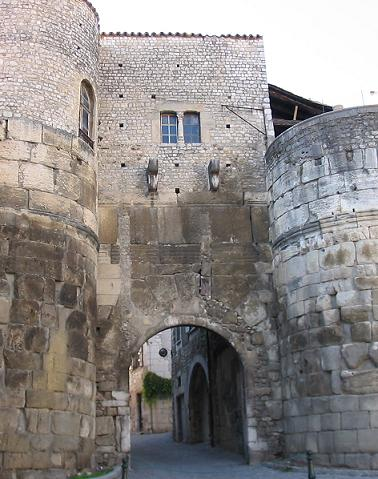
La porte Saint-Marcel, dernière des trois portes de l'ancienne cité de Die.
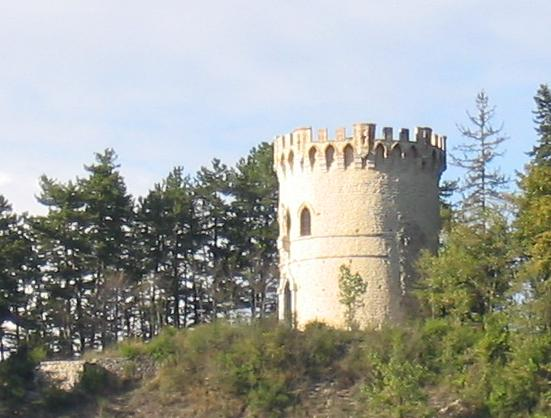
La tour de Purgnon.
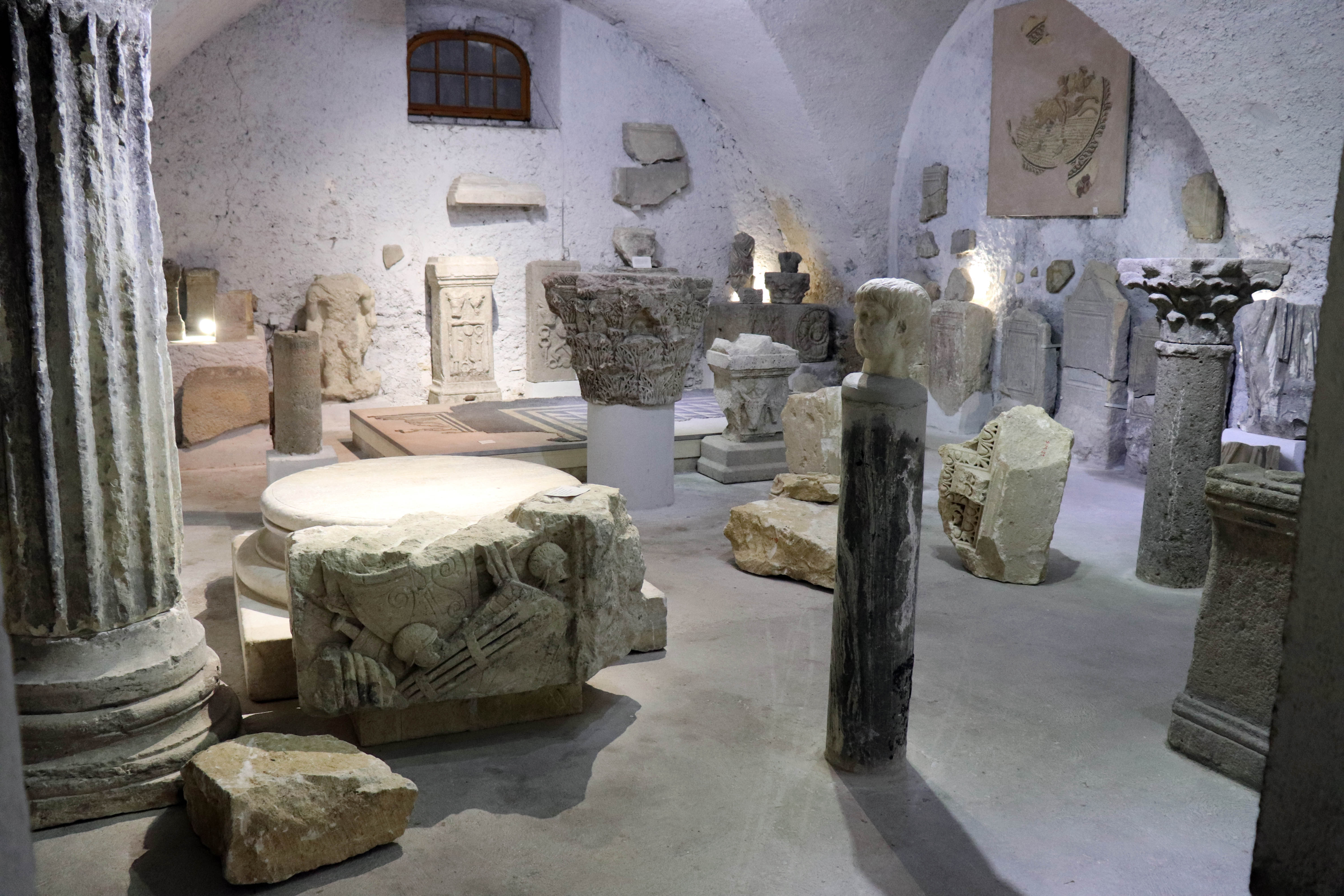
Le musée de Die.

### Patrimoine culturel
- Le musée de Die et du Diois (musée de France, municipal) abrite des collections archéologiques et historiques remontant au Néolithique. La période gallo-romaine, la plus riche, s'illustre par les autels tauroboliques, classés au titre des monuments historiques[107]. Sont aussi présentés le Moyen Âge de cette cité épiscopale et les ravages des guerres de Religion[réf. nécessaire].

Le musée se trouve dans un hôtel particulier du XVIIIe siècle dans le centre-ville (ouvert d'avril à octobre)[réf. nécessaire].

#### Gastronomie
- Clairette de Die, AOC en 1942[108].
- Crémant de Die de création récente, AOC en 1993[109].

### Patrimoine naturel
- Forêts de Ménil[36].
- Forêts domaniales de Justin[1].
- Sources de Rays[36].

### Personnalités liées à la commune
- Nicaise (IVe siècle) : premier évêque connu à Die, représente à lui seul la Gaule au Concile de Nicée en 325.
- Beatritz de Dia (vers 1140-après 1175) : comtesse de Die et trobairitz du XIIe siècle.
- Jean Lamorte (1823 à Die - 1884 à Die) : ancien sénateur de la Drôme.
- Joseph Reynaud (1845 à Die - 1924) : ancien sénateur et maire de Die.
- Daniel-Léon Archimbaud (1856-1924), homme politique, député de la Drôme de 1908 à 1910.
- Marcel Leyat (1885 à Die - 1986) : inventeur.
- Abel Verdurand (1886 à Die - 1979) : ingénieur.
- Paul Santy (1887 à Die - 1970) : chirurgien de Henri Matisse (1941).
- Marcel Légaut (1900-1990) a vécu et travaillé à l'abbaye de Valcroissant.
- Maurice Vérillon (1906 - 2001 à Die) : sénateur de la Drôme de 1959 à 1980 et maire de Die de 1947 à 1974.
- Marc Monchal (1935 à Die - 2020) : chef d'état major de l'armée de terre française de 1991 à 1996.
- Morice Benin (1947 à Casablanca - 2021 à Die) : auteur-compositeur-interprète français.
- Alain Maurice (né en 1962 à Die) : maire de Valence de 2008 à 2014.

### Héraldique, logotype et devise
En 1891, les armoiries de la ville de Die étaient : De gueules au château surmonté de trois tourelles d'argent.
| Apt | Les armes se blasonnent ainsi : De gueules au château de trois tours d'or, maçonné, ouvert et ajouré de sable. |